# Abvakabo FNV
Abvakabo FNV was een Nederlandse vakbond die lid was van de vakcentrale FNV. 
De organisatie was ontstaan in 1982 uit een fusie van de Algemene Bond van Ambtenaren (ABVA) en de Katholieke Bond van Overheidspersoneel (KABO) en was met 345.318 leden de grootste vakbond in de publieke sector.
Abvakabo FNV deed collectieve belangenbehartiging voor werknemers (cao's afsluiten, deelname in ondernemingsraden, pensioenen beheren) en individuele belangenbehartiging van leden (onder meer rechtsbijstand). De belastingservice voor de leden werd verleend door FNV Belastingservice.

## Sectoren
Abvakabo FNV was een vereniging, onderverdeeld in de sectoren:
| - Energie, water, afval en milieu - Onderwijs - Post - Telecom - Welzijn - Zorg | - Kinderopvang - Overheid - Sociale werkvoorziening - Verkeer en vervoer - Werk en inkomen |

## Internationaal
In Europa was Abvakabo FNV aangesloten bij de Europese Federatie voor de Publieke Diensten (EPSU) en bij UNI-Europa voor haar leden bij de postbedrijven. Op wereldschaal was Abvakabo FNV aangesloten bij de koepel van vakbonden in de publieke sector Public Services International (PSI).

## Fusie
Per 1 januari 2015 is Abvakabo FNV als zelfstandige vereniging opgeheven en samen met andere bij de federatie FNV aangesloten vakbonden gefuseerd in de vereniging FNV.